# Eosentomon gimangi
Eosentomon gimangi är en urinsektsart som beskrevs av Imadaté 1965. Eosentomon gimangi ingår i släktet Eosentomon och familjen trakétrevfotingar. Inga underarter finns listade i Catalogue of Life.